# Anton Renner
Anton Renner (5. ledna 1782 Horní Police – 21. května 1838 Litoměřice) byl český římskokatolický duchovní, biskupský notář, knižní censor a sídelní kanovník Katedrální kapituly u sv. Štěpána v Litoměřicích.

## Život
Pocházel z rodiny Joanna Georga Rennera, jednoláníka (tj. menšího sedláka), a Marie Elisabethy, roz. Roeselové. Pokřtěn jako Franciscus Antonius byl 6. ledna 1782 v Horní Polici. Na kněze byl vysvěcen 8. září 1804. Údaje jeho z novokněžského působení (1804-1805) nejsou dochované. Od roku 1806 byl kaplanem v Mařenicích. V rozpětí let 1807 – 1817 byl kaplanem v Horní Polici u arciděkanů Wenzela Hockeho a Ignáce Jakscheho. V roce 1817 byl jmenován kanovníkem kapituly v Litoměřicích s kanonikátem königseggovským II. K jeho vlastní instalaci došlo zřejmě až v roce 1818. Od roku 1817 až do své smrti byl také assesorem litoměřické konzistoře. V období roce 1828 se stal kanovníkem seniorem. Zemřel 21. května 1938 ve věku 56 let a jeho pohřeb se konal 23. května 1838.